# فندق سان جورج (بيروت)

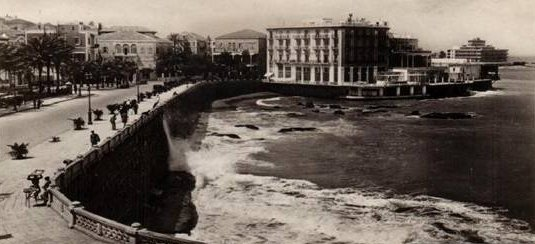
صورة تشمل الفندق في أواخر أربعينيات القرن العشرين

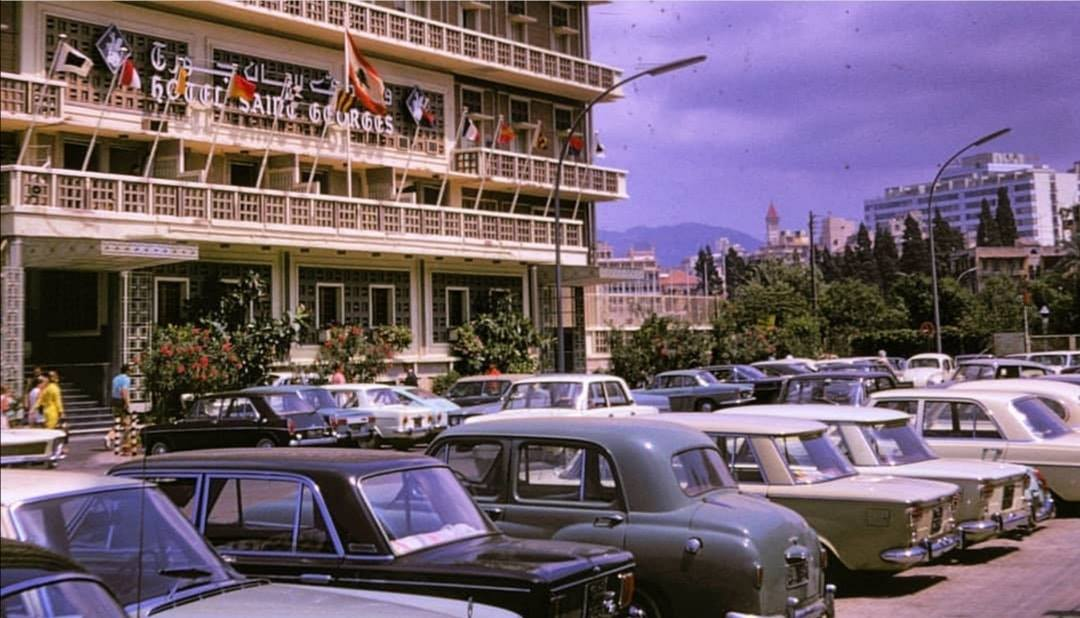
فندق سان جورج 1969

فندق سان جورج St George Hotel أقدم فنادق العاصمة اللبنانية بيروت ويعتبر أشهر فنادقها.
بني الفندق أوائل الثلاثينيات في وسط بيروت ويطل مباشرة على شاطئ البحر المتوسط. واشتهر كونه مقرا لأثرياء لبنان وقادته والشخصيات الزائرة.
تأثر الفندق بشكل كبير أثناء الحرب الأهلية اللبنانية حيث احترق ثم تحول متراسا للمتحاربين. وتم تعميره بعد نهاية الحرب وصار تحت سلطة الجيش السوري حتى منتصف التسعينيات. إلا أن التفجير الذي أودى بحياة رئيس الوزراء اللبناني السابق رفيق الحريري، حيث قضى في التفجير إضافة للحريري عدد من رواد الفندق والعاملين به كما دمر أجزاء منه، تسبب في اغلاق الفندق بعدها لمدة عامين بداعي التحقيقات في اغتيال الحريري.
بعد إعادة افتتاحه جزئيا عرضت شركة سوليدير التي تمتلك معظم الأعمال الإنشائية والعقارات في وسط بيروت شراء الفندق، إلا أن ملاك الفندق رفضوا بيعه. وفي 2007 قامت الشركة بالاستيلاء على الشاطئ الخاص بالفندق. وفي بيان لها آنذاك قالت سوليدير أن عقد الاستثمار الخاص بالمرفأ الغربي السياحي الموقع بينها وبين الحكومة اللبنانية قد عهد إليها بصورة حصرية باشغال المرفأ السياحي الغربي بأقسامه كافة إضافة إلى استثماره". كذلك وجهت إدارة الفندق في 2004 اتهامات إلى شركة سوليدير باعاقة ترميم الفندق التاريخي.